# Liste der Kulturgüter in Val Müstair
Die Liste der Kulturgüter in Val Müstair enthält alle Objekte in der Gemeinde Val Müstair im Kanton Graubünden, die gemäss der Haager Konvention zum Schutz von Kulturgut bei bewaffneten Konflikten, dem Bundesgesetz vom 20. Juni 2014 über den Schutz der Kulturgüter bei bewaffneten Konflikten sowie der Verordnung vom 29. Oktober 2014 über den Schutz der Kulturgüter bei bewaffneten Konflikten unter Schutz stehen.
Objekte der Kategorien A und B sind vollständig in der Liste enthalten, Objekte der Kategorie C fehlen zurzeit (Stand: 1. Januar 2023).

## Kulturgüter
| Foto |                                                                                                   | Objekt | Kat. | Typ | Standort                                    | Beschreibung |
| ---- | ------------------------------------------------------------------------------------------------- | --- | ---- | --- | ------------------------------------------- | ------------ |
| ja   | Datei hochladen · Wikidata zu Benediktinerinnenkloster St. Johann (Q757067)                       | Kloster St. Johann / Claustra Son Jon KGS-Nr.: 03118                                                                                               | A    | G   | Müstair, Via Maistra 18 830450 / 168660     |              |
| BW   | Datei hochladen                                                                                   | Umbrailpass, militärische Stellungen aus dem Ersten Weltkrieg / Pass da l’Umbrail, posiziuns militaras da l’Emprima Guerra mundiala KGS-Nr.: 16352 | A    | F   | Umbrailpass 829304 / 159276                 |              |
| BW   | Datei hochladen · Wikidata zu Kapuzinerhospiz (Q29785247)                                         | Kapuzinerhospiz / Ospiz dals chapütschins KGS-Nr.: 03119                                                                                           | B    | G   | Müstair, Via Imperiala 31 830347 / 168579   |              |
| ja   | Datei hochladen · Wikidata zu Haus Chalavaina (Q29785232)                                         | Haus Chalavaina und Stall / Chasa Chalavaina e clavà KGS-Nr.: 03120                                                                                | B    | G   | Müstair, Via Maistra 24 830399 / 168621     |              |
| ja   | Datei hochladen · Wikidata zu Reformierte Kirche Santa Maria Val Müstair (Q2137033)               | Reformierte Kirche / Baselgia refurmada KGS-Nr.: 03215                                                                                             | B    | G   | Santa Maria, Via Vegla 828599 / 165460      |              |
| ja   | Datei hochladen · Wikidata zu Haus Capol (Q29785230)                                              | Haus Capol / Chasa Capol KGS-Nr.: 03216 | B    | G   | Santa Maria, Plaz d'Ora 13 828809 / 165680  |              |
| BW   | Datei hochladen · Wikidata zu Haus Imobersteg (Q29785235)                                         | Haus Imobersteg / Chasa Imobersteg KGS-Nr.: 03217                                                                                                  | B    | G   | Santa Maria, Plattamala 828686 / 165428     |              |
| ja   | Datei hochladen · Wikidata zu Haus Jaura (Q14757775)                                              | Haus Jaura / Chasa Jaura KGS-Nr.: 03376 | B    | G   | Valchava, Bauorcha 17 827460 / 165281       |              |
| ja   | Datei hochladen · Wikidata zu Chasa Melcher (Q29785237)                                           | Haus Melcher / Chasa Melcher KGS-Nr.: 03377 | B    | G   | Valchava, Muglin 21 827274 / 165360         |              |
| ja   | Datei hochladen · Wikidata zu Benediktinerinnenkloster St. Johann Müstair, Musikalien (Q29785226) | Benediktinerinnenkloster St. Johann, Musikaliensammlung / Claustra benedictina Son Jon, musicalias KGS-Nr.: 09542                                  | B    | S   | Müstair, Via Maistra 18 830460 / 168730     |              |
| ja   | Datei hochladen · Wikidata zu Klostermuseum Müstair (Q27489653)                                   | Klostermuseum (im Plantaturm) / Museum da la claustra (en la Tuor Planta) KGS-Nr.: 10633                                                           | B    | S   | Müstair, Via Maistra 18 830459 / 168735     |              |
| ja   | Datei hochladen · Wikidata zu Reformierte Kirche Tschierv (Q2137105)                              | Reformierte Kirche / Baselgia refurmada KGS-Nr.: 10828                                                                                             | B    | G   | Tschierv, Plaz 822209 / 167796              |              |
| ja   | Datei hochladen · Wikidata zu Chasa Wieder Nr. 17 (Q29785241)                                     | Haus Wieder / Chasa Wieder KGS-Nr.: 10829 | B    | G   | Tschierv, Curtin da Plaz 17 822170 / 167810 |              |
| ja   | Datei hochladen · Wikidata zu Chasa Tramèr (Q29785238)                                            | Haus Tramèr / Chasa Tramèr KGS-Nr.: 10830 | B    | G   | Tschierv, Chasuras 48 821910 / 168235       |              |
| ja   | Datei hochladen · Wikidata zu Reformierte Kirche Valchava (Q2137112)                              | Reformierte Kirche / Baselgia refurmada KGS-Nr.: 10831                                                                                             | B    | G   | Valchava, Bauorcha 827499 / 165290          |              |
| ja   | Datei hochladen · Wikidata zu Chalchera (Q29785228)                                               | Kalkbrennofen / Chalchera KGS-Nr.: 10832 | B    | G   | Valchava, Puoz 2 827339 / 164920            |              |
| ja   | Datei hochladen · Wikidata zu Hotel Tschierv (Q29785243)                                          | Hotel Tschierv KGS-Nr.: 12457 | B    | G   | Tschierv, Val Maistra 27 830368 / 168612    |              |
| BW   | Datei hochladen · Wikidata zu (Q29785245)                                                         | Propsthaus / Chasa Prevost KGS-Nr.: 12458 | B    | G   | Müstair, Via Imperiala 25 830392 / 168604   |              |